# Emstek
Emstek är en kommun i distriktet Cloppenburg i den nordvästtyska delstaten Niedersachsen. Kommunen har cirka 13 000 invånare.

## Geografi
Emstek ligger nära Nordsjön på det nordtyska låglandet i det historiska landskapet Oldenburger Münsterland strax öster om staden Cloppenburg. Genom kommunen går floden Soeste.

## Historia

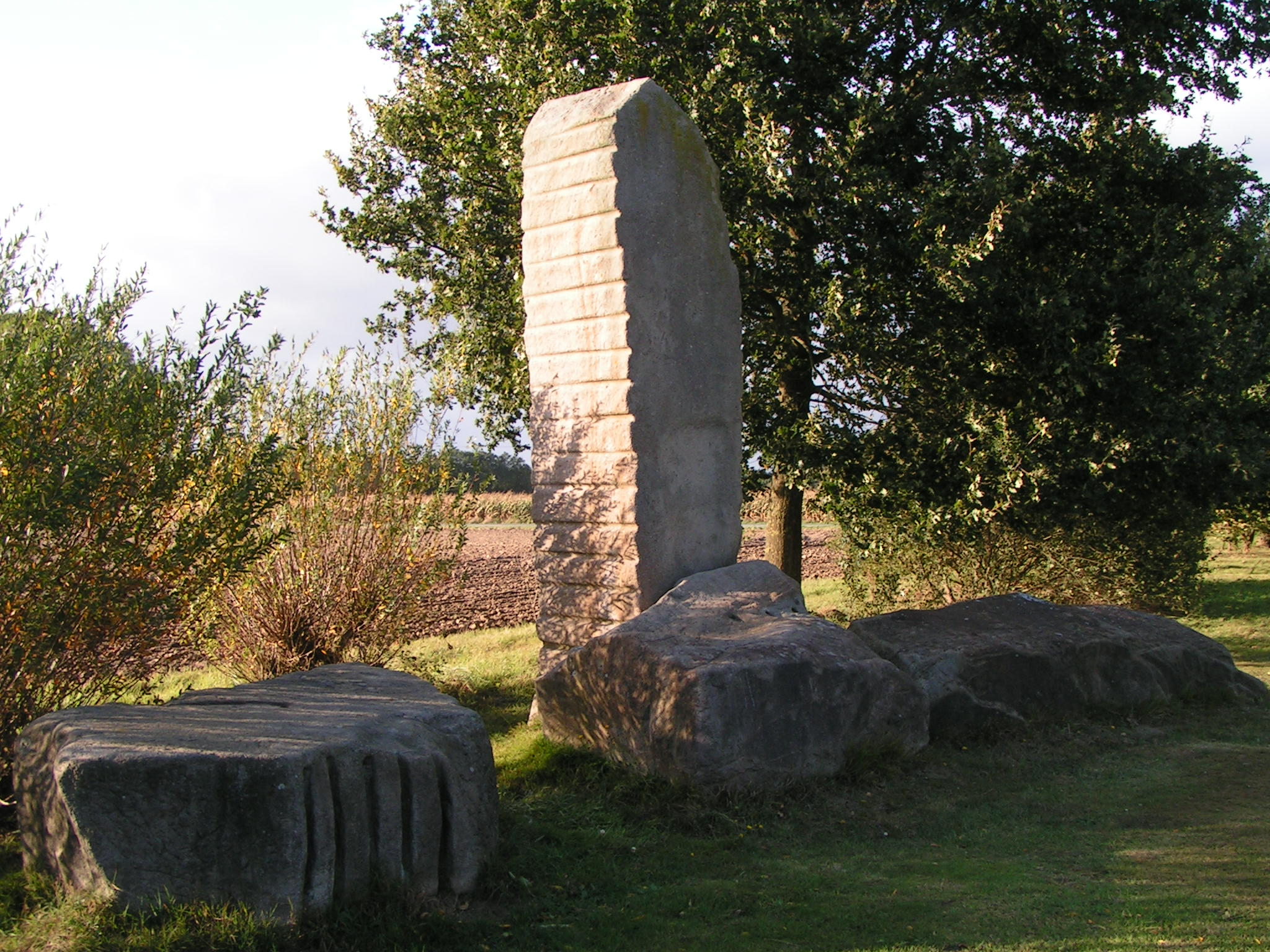
Tingsplatsen Gogericht i Desum, Emstek

Emstek (Emphstece) omnämns första gången år 947. Området runt Emstek tillhörde fram till 1252 grevskapet Vechta-Ravensburg. Därefter kom Emstek att tillhöra biskopsdömet Münster. I och med Wienkongressen 1814–1815 blev området en del av storhertigdömet Oldenburg.
Strax utanför Emstek ligger den tidigare tingsplatsen Gogericht auf dem Desum. Här hölls tingsförhandlingar från åtminstone 1300-talet och fram till 1600-talet.

## Orter i Emsteks kommun
- Bühren
- Drantum
- Emstek
- Garthe
- Halen
- Höltinghausen
- Hoheging
- Westeremstek

## Näringsliv
Kommunens näringsliv domineras av jordbruket samt små och medelstora industri- och hantverksföretag.
Genom kommunen går bland annat vägarna 72, 213 och 69.